# Balaganszki járás

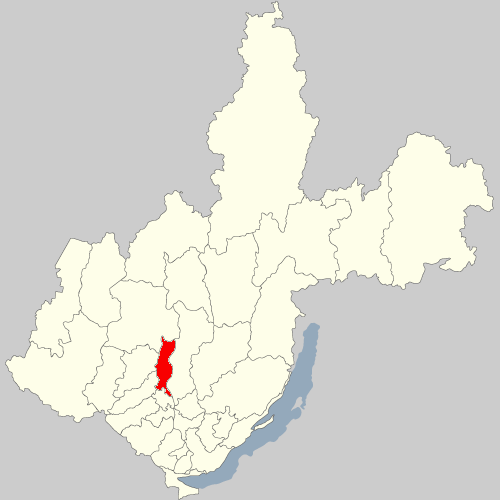
A Balaganszki járás az Irkutszki területen

A Balaganszki járás (oroszul Балаганский район) Oroszország egyik járása az Irkutszki területen. Székhelye Balaganszk.

## Népesség
- 2010-ben 9 194 lakosa volt, melyből 8 720 orosz, 96 csuvas, 56 ukrán, 35 tatár, 34 burját, 21 mordvin stb.